# Myotis ozensis
Myotis ozensis é uma espécie de morcego da família Vespertilionidae.
Apenas pode ser encontrada no Japão.